# Ketoacidoza
Ketoacidoza je presnovna acidoza (znižan pH zunajcelične tekočine), ki nastane zaradi kopičenja ketonskih teles v organizmu. Ketonska telesa nastajajo zlasti v jetrih v mitohondrijih z razgradnjo prostih maščobnih kislin. Njihova sinteza se poviša v času, ko v krvi primanjkuje glukoze in tkiva zato niso dovolj dobro preskrbljena z energijo. Ketonska telesa so sicer poglavitni vir energije v celicah srčne mišičnine, v času stradanja pa začnejo ketonska telesa izrabljati tudi možgani. V določenih stanjih, na primer pri sladkorni bolezni tipa I, je v telesu pospešena lipoliza in iz prostih maščobnih kislin nastajajo ketonska telesa, ki presegajo potrebe telesa. Ketonska telesa pri fiziološkem pH-ju disociirajo ter oddajo vodikov proton, kar je vzrok zakisanja zunajcelične tekočine.

## Etiologija
Obstajata dve poglavitni patofiziološki stanji, ki povzročata ketoacidozo: sladkorna bolezen in alkoholizem. Ketoacidoza se pojavi tudi po večdnevnem stradanju.
Diabetična ketoacidoza se pojavi zaradi pomanjkanja učinkov insulina. Insulin sicer zavira lipolizo ter vstop prostih maščobnih kislin v mitohondrije jetrnih celic. Zlasti pri sladkorni bolezni tipa I insulina v krvi primanjkuje in je zato ketogeneza močno pospešena. Acidozo poskuša organizem omiliti s povečanim izločanjem ogljikovega dioksida iz telesa, zato je pri teh bolnikih prisotno globoko dihanje. Izdihan zrak ima vonj po acetonu.
Pri alkoholikih se ketoacidoza lahko pojavi, ker etanol povzroča dehidracijo ter zavira glukoneogenezo. Zaradi hipoglikemije se pospeši tvorba ketonskih teles.
Zaradi pomanjkanja glukoze v plazmi je ketogeneza pospešena tudi med stradanjem, na primer pri ljudeh, ki gladovno stavkajo.